# Варварівський заказник
Варварівський — ентомологічний заказник місцевого значення. Об'єкт розташований на території Близнюківської селищної територіальної громади Лозівського району Харківської області, село Варварівка.
Площа — 3 га, статус отриманий у 1984 році.
Охороняється ділянка степової рослинності у верхів'ї балки, де зростають регіонально рідкісні види рослин. Трапляються степові види комах, зокрема занесені до Червоної книги України рофітоїдес сірий, мелітурга булавовуса, регіонально рідкісні джмелі: польовий, кам'яний, земляний, а також корисні комахи-запилювачі люцерни та інших сільськогосподарських культур.